# 1. Fußball-Club Nürnberg Verein für Leibesübungen 1987-1988
Questa voce raccoglie le informazioni riguardanti il 1. Fußball-Club Nürnberg Verein für Leibesübungen nelle competizioni ufficiali della stagione 1987-1988.

## Stagione
Nella stagione 1987-1988 il Norimberga, allenato da Heinz Höher, concluse il campionato di Bundesliga al 5º posto. In Coppa di Germania il Norimberga fu eliminato agli ottavi di finale dal Bayern Monaco.

## Rosa
| N. |                     | Ruolo | Calciatore              |
| -- | ------------------- | ----- | ----------------------- |
|    | Belgio (bandiera)   | P     | Bobby Dekeyser          |
|    | Germania (bandiera) | P     | Andreas Köpke           |
|    | Germania (bandiera) | D     | Jörg Dittwar            |
|    | Germania (bandiera) | D     | Ralf Dusend             |
|    | Norvegia (bandiera) | D     | Anders Giske            |
|    | Germania (bandiera) | D     | Hans-Jürgen Heidenreich |
|    | Germania (bandiera) | D     | Joachim Philipkowski    |
|    | Germania (bandiera) | D     | Norbert Wagner          |
|    | Germania (bandiera) | C     | Hans-Jürgen Brunner     |
|    | Germania (bandiera) | C     | Thomas Brunner          |
|    | Germania (bandiera) | C     | Reiner Geyer            |

| N. |                     | Ruolo | Calciatore         |
| -- | ------------------- | ----- | ------------------ |
|    | Germania (bandiera) | C     | Roland Grahammer   |
|    | Germania (bandiera) | C     | Frank Greiner      |
|    | Germania (bandiera) | C     | Michael Kroninger  |
|    | Germania (bandiera) | C     | Dieter Lieberwirth |
|    | Germania (bandiera) | C     | Stefan Reuter      |
|    | Germania (bandiera) | C     | Martin Schneider   |
|    | Germania (bandiera) | C     | Manfred Schwabl    |
|    | Norvegia (bandiera) | A     | Jørn Andersen      |
|    | Germania (bandiera) | A     | Dieter Eckstein    |
|    | Germania (bandiera) | A     | Rudolf Stenzel     |

## Organigramma societario
Area tecnica
- Allenatore: Heinz Höher
- Allenatore in seconda: Dieter Lieberwirth
- Preparatore dei portieri:
- Preparatori atletici:

## Calciomercato

### Sessione estiva
| Acquisti | Acquisti       | Acquisti           | Acquisti |
| R.       | Nome           | da                 | Modalità |
| -------- | -------------- | ------------------ | -------- |
| P        | Bobby Dekeyser | Bayern Monaco      |          |
| D        | Jörg Dittwar   | Bayreuth           |          |
| D        | Ralf Dusend    | Fortuna Düsseldorf |          |

| Cessioni | Cessioni       | Cessioni         | Cessioni |
| R.       | Nome           | a                | Modalità |
| -------- | -------------- | ---------------- | -------- |
| C        | Günter Güttler | Waldhof Mannheim |          |
| A        | Frank Lippmann | Waldhof Mannheim |          |
| C        | Achim Wilbois  | Blau-Weiß Berlin |          |

### Sessione invernale
| Acquisti | Acquisti | Acquisti | Acquisti |
| R.       | Nome     | da       | Modalità |
| -------- | -------- | -------- | -------- |

| Cessioni | Cessioni      | Cessioni       | Cessioni |
| R.       | Nome          | a              | Modalità |
| -------- | ------------- | -------------- | -------- |
| A        | Ralf Weidhaus | SV Memmelsdorf |          |

## Risultati

### Bundesliga

#### Girone di andata
| Arbitro: | Heitmann |

|  |           |                          |
|  | Marcatori | 31’ Eckstein 88’ Stenzel |

| Norimberga 8 agosto 1987, ore 15:30 CEST 2ª giornata | Norimberga | 0 – 0 referto | Stoccarda | Städtisches Stadion (37 500 spett.)\| Arbitro: \| Theobald \| |
| Arbitro:                                             | Theobald   |               |           |                                                               |

| Arbitro: | Kriegelstein |

|              |           |             |
| Schreier 51’ | Marcatori | 22’ Schwabl |

| Norimberga 21 agosto 1987, ore 20:00 CEST 4ª giornata | Norimberga | 0 – 0 referto | Borussia Dortmund | Städtisches Stadion (37 500 spett.)\| Arbitro: \| Gabor \| |
| Arbitro:                                              | Gabor      |               |                   |                                                            |

| Arbitro: | Kautschor |

|              |           |  |
| Pflügler 31’ | Marcatori |  |

| Arbitro: | Kruse |

|              |           |          |
| Andersen 27’ | Marcatori | 28’ Neun |

| Arbitro: | Pauly |

|  |           |                                           |
|  | Marcatori | 29’, 42’ Andersen 80’ Dittwar 89’ Schwabl |

| Arbitro: | Weber |

|                                |           |                             |
| Eckstein 51’ Jakobs 72’ (aut.) | Marcatori | 56’ Labbadia 64’ von Heesen |

| Arbitro: | Werner |

|                                         |           |  |
| Andersen 39’ Grahammer 52’ Eckstein 80’ | Marcatori |  |

| Arbitro: | Broska |

|                                  |           |              |
| Smolarek 26’ Schulz 84’ Binz 88’ | Marcatori | 33’ Eckstein |

| Arbitro: | Föckler |

|             |           |                       |
| Schwabl 53’ | Marcatori | 39’ Allofs 83’ Häßler |

| Arbitro: | Assenmacher |

|                |           |  |
| Ordenewitz 54’ | Marcatori |  |

| Arbitro: | Zimmermann |

|             |           |            |
| Stenzel 28’ | Marcatori | 75’ Giesel |

| Arbitro: | Ahlenfelder |

|                  |           |                                    |
| Reich 68’ (rig.) | Marcatori | 25’ Philipkowski 30’ (rig.) Reuter |

| Arbitro: | Dellwing |

|                                                  |           |  |
| Dittwar 9’ Schwabl 30’ Stenzel 59’ Grahammer 73’ | Marcatori |  |

| Arbitro: | Krug |

|             |           |                          |
| Allievi 20’ | Marcatori | 77’ Stenzel 82’ Eckstein |

| Arbitro: | Heitmann |

|                          |           |               |
| Stenzel 9’ Grahammer 18’ | Marcatori | 85’ Chatzidīs |

#### Girone di ritorno
| Arbitro: | Umbach |

|                        |           |          |
| Eckstein 10’, 24’, 56’ | Marcatori | 5’ Kuntz |

| Arbitro: | Weber |

|  |           |              |
|  | Marcatori | 20’ Eckstein |

| Arbitro: | Bruch |

|                   |           |              |
| Andersen 25’, 63’ | Marcatori | 55’ Schreier |

| Arbitro: | Matheis |

|          |           |              |
| Hupe 63’ | Marcatori | 57’ Andersen |

| Arbitro: | Assenmacher |

|  |           |                                       |
|  | Marcatori | 9’ Eck 45’ Hughes 67’ (rig.) Matthäus |

| Arbitro: | Brückner |

|  |           |              |
|  | Marcatori | 32’ Eckstein |

| Arbitro: | Richmann |

|                        |           |  |
| Eckstein 21’ Giske 32’ | Marcatori |  |

| Arbitro: | Werner |

|                           |           |                   |
| Möhlmann 35’ Labbadia 69’ | Marcatori | 33’, 40’ Eckstein |

| Arbitro: | Heitmann |

|                                 |           |  |
| Hochstätter 41’, 44’ Criens 65’ | Marcatori |  |

| Arbitro: | Strigel |

|             |           |              |
| Brunner 55’ | Marcatori | 51’ Smolarek |

| Arbitro: | Mierswa |

|                             |           |            |
| Povlsen 15’, 42’ Janßen 40’ | Marcatori | 17’ Reuter |

| Norimberga 23 aprile 1988, ore 15:30 CEST 29ª giornata | Norimberga | 0 – 0 referto | Werder Brema | Städtisches Stadion (39 000 spett.)\| Arbitro: \| Kruse \| |
| Arbitro:                                               | Kruse      |               |              |                                                            |

| Gelsenkirchen 30 aprile 1988, ore 15:30 CEST 30ª giornata | Schalke 04 | 0 – 0 referto | Norimberga | Parkstadion (17 500 spett.)\| Arbitro: \| Theobald \| |
| Arbitro:                                                  | Theobald   |               |            |                                                       |

| Arbitro: | Krug |

|              |           |                               |
| Eckstein 60’ | Marcatori | 7’ Surmann 83’ Kohn 90’ Reich |

| Arbitro: | Föckler |

|                |           |  |
| Spies 27’, 83’ | Marcatori |  |

| Arbitro: | Broska |

|                                |           |                     |
| Eckstein 11’ Andersen 32’, 34’ | Marcatori | 25’ Wuttke 50’ Roos |

| Arbitro: | Osmers |

|                                          |           |  |
| Reekers 28’ Kempe 65’ Zumdick 88’ (rig.) | Marcatori |  |

### Coppa di Germania
| Arbitro: | Löwer |

|                             |           |                                        |
| Posipal 44’ Buchheister 85’ | Marcatori | 20’ Eckstein 33’ Schneider 59’ Dittwar |

| Arbitro: | Matheis |

|             |           |              |
| Glesius 74’ | Marcatori | 65’ Eckstein |

| Arbitro: | Kautschor |

|                               |           |            |
| Eckstein 46’ Philipkowski 50’ | Marcatori | 73’ Bogdan |

| Arbitro: | Umbach |

|                                              |           |              |
| Nachtweih 20’ Hughes 62’ Matthäus 90’ (rig.) | Marcatori | 33’ Andersen |

## Statistiche

### Statistiche di squadra
| Competizione      | Punti | In casa | In casa | In casa | In casa | In casa | In casa | In trasferta | In trasferta | In trasferta | In trasferta | In trasferta | In trasferta | Totale | Totale | Totale | Totale | Totale | Totale | DR |
| Competizione      | Punti | G       | V       | N       | P       | Gf      | Gs      | G            | V            | N            | P            | Gf           | Gs           | G      | V      | N      | P      | Gf     | Gs     | DR |
| ----------------- | ----- | ------- | ------- | ------- | ------- | ------- | ------- | ------------ | ------------ | ------------ | ------------ | ------------ | ------------ | ------ | ------ | ------ | ------ | ------ | ------ | -- |
| Bundesliga        | 37    | 17      | 7       | 7       | 3       | 26      | 18      | 17           | 6            | 4            | 7            | 18           | 22           | 34     | 13     | 11     | 10     | 44     | 40     | +4 |
| Coppa di Germania | -     | 1       | 1       | 0       | 0       | 2       | 1       | 3            | 1            | 1            | 1            | 5            | 6            | 4      | 2      | 1      | 1      | 7      | 7      | 0  |
| Totale            | 37    | 18      | 8       | 7       | 3       | 28      | 19      | 20           | 7            | 5            | 8            | 23           | 28           | 38     | 15     | 12     | 11     | 51     | 47     | +4 |

### Andamento in campionato
| Giornata  | 1 | 2 | 3 | 4 | 5 | 6 | 7 | 8 | 9 | 10 | 11 | 12 | 13 | 14 | 15 | 16 | 17 | 18 | 19 | 20 | 21 | 22 | 23 | 24 | 25 | 26 | 27 | 28 | 29 | 30 | 31 | 32 | 33 | 34 |
| --------- | - | - | - | - | - | - | - | - | - | -- | -- | -- | -- | -- | -- | -- | -- | -- | -- | -- | -- | -- | -- | -- | -- | -- | -- | -- | -- | -- | -- | -- | -- | -- |
| Luogo     | T | C | T | C | T | C | T | C | C | T  | C  | T  | C  | T  | C  | T  | C  | C  | T  | C  | T  | C  | T  | C  | T  | T  | C  | T  | C  | T  | C  | T  | C  | T  |
| Risultato | V | N | N | N | P | N | V | N | V | P  | P  | P  | N  | V  | V  | V  | V  | V  | V  | V  | N  | P  | V  | V  | N  | P  | N  | P  | N  | N  | P  | P  | V  | P  |
| Posizione | 3 | 4 | 4 | 7 | 7 | 8 | 6 | 6 | 5 | 6  | 8  | 8  | 8  | 7  | 6  | 6  | 6  | 5  | 5  | 4  | 4  | 4  | 4  | 4  | 5  | 5  | 5  | 5  | 5  | 5  | 5  | 5  | 5  | 5  |

Legenda:

Luogo: C = Casa; T = Trasferta. Risultato: V = Vittoria; N = Pareggio; P = Sconfitta.

### Statistiche dei giocatori
| Giocatore       | Bundesliga | Bundesliga | Bundesliga  | Bundesliga | Coppa di Germania | Coppa di Germania | Coppa di Germania | Coppa di Germania | Totale   | Totale | Totale      | Totale     |
| Giocatore       | Presenze   | Reti       | Ammonizioni | Espulsioni | Presenze          | Reti              | Ammonizioni       | Espulsioni        | Presenze | Reti   | Ammonizioni | Espulsioni |
| --------------- | ---------- | ---------- | ----------- | ---------- | ----------------- | ----------------- | ----------------- | ----------------- | -------- | ------ | ----------- | ---------- |
| J. Andersen     | 27         | 9          | 1           | 0          | 3                 | 1                 | 0                 | 0                 | 30       | 10     | 1           | 0          |
| H. Brunner      | 23         | 0          | 2           | 0          | 3                 | 0                 | 0                 | 0                 | 26       | 0      | 2           | 0          |
| T. Brunner      | 32         | 1          | 5           | 0          | 3                 | 0                 | 2                 | 0                 | 35       | 1      | 7           | 0          |
| B. Dekeyser     | 0          | 0          | 0           | 0          | 0                 | 0                 | 0                 | 0                 | 0        | 0      | 0           | 0          |
| J. Dittwar      | 31         | 2          | 1           | 0          | 4                 | 1                 | 1                 | 0                 | 35       | 3      | 2           | 0          |
| R. Dusend       | 22         | 0          | 1           | 0          | 2                 | 0                 | 0                 | 0                 | 24       | 0      | 1           | 0          |
| D. Eckstein     | 33         | 15         | 4           | 1          | 3                 | 3                 | 0                 | 0                 | 36       | 18     | 4           | 1          |
| R. Geyer        | 7          | 0          | 0           | 0          | 1                 | 0                 | 0                 | 0                 | 8        | 0      | 0           | 0          |
| A. Giske        | 24         | 1          | 0           | 0          | 3                 | 0                 | 0                 | 0                 | 27       | 1      | 0           | 0          |
| R. Grahammer    | 31         | 3          | 6           | 0          | 4                 | 0                 | 2                 | 0                 | 35       | 3      | 8           | 0          |
| F. Greiner      | 5          | 0          | 0           | 0          | 1                 | 0                 | 0                 | 0                 | 6        | 0      | 0           | 0          |
| H. Heidenreich  | 4          | 0          | 0           | 0          | 0                 | 0                 | 0                 | 0                 | 4        | 0      | 0           | 0          |
| M. Kroninger    | 0          | 0          | 0           | 0          | 0                 | 0                 | 0                 | 0                 | 0        | 0      | 0           | 0          |
| A. Köpke        | 34         | 0          | 1           | 0          | 4                 | 0                 | 0                 | 0                 | 38       | 0      | 1           | 0          |
| D. Lieberwirth  | 0          | 0          | 0           | 0          | 0                 | 0                 | 0                 | 0                 | 0        | 0      | 0           | 0          |
| J. Philipkowski | 25         | 1          | 3           | 1          | 4                 | 1                 | 1                 | 0                 | 29       | 2      | 4           | 1          |
| S. Reuter       | 34         | 2          | 0           | 0          | 4                 | 0                 | 0                 | 0                 | 38       | 2      | 0           | 0          |
| M. Schneider    | 29         | 0          | 2           | 0          | 3                 | 1                 | 0                 | 0                 | 32       | 1      | 2           | 0          |
| M. Schwabl      | 32         | 4          | 1           | 0          | 3                 | 0                 | 0                 | 0                 | 35       | 4      | 1           | 0          |
| R. Stenzel      | 27         | 5          | 0           | 0          | 2                 | 0                 | 0                 | 0                 | 29       | 5      | 0           | 0          |
| N. Wagner       | 15         | 0          | 2           | 0          | 2                 | 0                 | 0                 | 0                 | 17       | 0      | 2           | 0          |